# Ilex diuretica
Ilex diuretica là một loài thực vật có hoa trong họ Aquifoliaceae. Loài này được Mart. ex Reissek mô tả khoa học đầu tiên năm 1861.